# Tasiocera papuana
Tasiocera papuana är en tvåvingeart som beskrevs av Alexander 1936. Tasiocera papuana ingår i släktet Tasiocera och familjen småharkrankar. Inga underarter finns listade i Catalogue of Life.